# Takeshi Katō
Takeshi Katō (jap. 加藤武司 Katō Takeshi; ur. 25 września 1942 w prefekturze Aichi, zm. 24 lipca 1982) – japoński gimnastyk. Dwukrotny medalista olimpijski z Meksyku.
Zawody w 1968 były jego jedynymi igrzyskami olimpijskimi. Wspólnie z kolegami triumfował w drużynie i zajął trzecie miejsce w ćwiczeniach wolnych. Dwukrotnie zostawał mistrzem świata w drużynie (1966 i 1970). W 1966 wywalczył również srebro w skoku i brąz w ćwiczeniach na koniu z łękami. W 1970 dwukrotnie zajął trzecie miejsce – ponownie w skoku oraz w ćwiczeniach wolnych.
Jego młodszy brat Sawao uchodzi za jednego z najwybitniejszych gimnastyków historii.